# Betty Dorsey
Betty Joyce Dorsey (ur. 19 kwietnia 1945 w Baltimore, zm. 21 marca 2020 w Timonium) – amerykańska piosenkarka, autorka tekstów, aktorka występująca w latach 60. i 70. XX w. w RFN-ie.

## Kariera
Betty Dorsey pochodziła z robotniczej rodziny z tradycjami muzycznymi. Urodziła się w Baltimore w stanie Maryland wraz z bratem bliźniakiem Gordonem jako najmłodsza z dziewięciorga dzieci Rogera i Catherine. W wieku 4 lat śpiewała w chórze dziecięcym Union Memorial Methodist Church w Baltimore. W wieku 12 lat jako solistka wystąpiła w lokalnej telewizji, a następnie wraz z dwoma braćmi i przyjacielem rodziny jako kwartet wokalny The Fourmost w stylu jazzu nowoczesnego. Po ukończeniu z wyróżnieniem edukacji w Gwynn Falls Park Jr. High School i Eastern High School, zaczęła studiować historię na Morgan State College, na których w 1968 roku otrzymała stypendium Fulbrighta na studia w RFN-ie, oraz germanistykę na Uniwersytecie Harvarda.
Podczas nauki w Niemczech rozpoczęła występy w lokalnych klubach jazzowych, po czym porzuciła studia na college'u i całkowicie oddała się karierze artystycznej. Zachwyciła niemiecką publiczność swoimi występami artystycznymi w zakresie muzycznym, od muzyki klasycznej do negro spirituals. W 1969 roku wraz z Maxem Gregerem wystąpiła w programie telewizyjnym w stacji ZDF, a następnie odegrała główną rolę w operze George'a Gershwina Porgy and Bess w Staatstheater Mainz w Moguncji.
Następnie rozpoczęła występy w całej Europie, nagrywając albumy w m.in.: Czechosłowacji („Swing Low, Sweet Chariot” z Gustavem Bromem, RFN-ie, Hiszpanii, we Włoszech i Bułgarii. W latach 60. i 70. wystąpiła w wielu programach telewizyjnych i radiowych, takich jak m.in.: Die Drehscheibe (1964), Drei mal Neun, ZDF Hitparade, Musik aus Studio B, Die Drehscheibe (1976), a także w 1975 roku prowadziła własny program telewizyjny oraz zagrała w serialach i filmach telewizyjnych: Butler Parker (1972), Tango - Tango (1976), MS Franziska (1978). Wydała dwa albumy: Zwei Menschen (1971), Cry Out (1979) oraz wykonała hity, takie jak: Mach’s gut, Schenke mir heute ein bißchen Liebe, Sing Silverqueen oraz Stay (cover utworu Anny Jantar pt. Tyle słońca w całym mieście w wersji anglojęzycznej), który stał się przebojem w Europie Zachodniej. W 1975 roku wystąpiła na Sopot Festival 1975, na którym reprezentując RFN wykonała w półfinale utwór Zdzisławy Sośnickiej pt. Byłam ptakiem (10. miejsce), a w finale zaśpiewała utwór pt. Schenke mir heute ein bißchen Liebe, za który zdobyła 3 punkty, co dało jej 14. miejsce w konkursie.

## Życie prywatne
Była dwukrotnie zamężna. Jej pierwszym mężem był artysta wizualny – Jürgen Möbius (ur. 1939), a następnie przez 20 lat była żoną Arthura Prechtla, niemieckiego zarządcy nieruchomości, z którym mieszkała w Trewirze, gdzie pracował dla Towarzystwa Niemiecko-Amerykańskiego. Po śmierci męża w 2013 roku wróciła do Baltimore i zamieszkała wraz z siostrą Katherine (która opiekowała się nią w z powodu choroby Parkinsona), a po jej śmierci przeniosła się do domu opieki Lorien Mays Chapel w Timonium w hrabstwie Baltimore w stanie Maryland - w którym zmarła 21 marca 2020 roku w wieku 74 lat.

## Dyskografia

### Albumy
- 1971: Zwei Menschen
- 1979: Cry Out

### Single
- 1964: What Are Friends For / Blues For Betty
- 1971: Mach's Gut
- 1975:	Sing Silverqueen
- 1976:	Stay
- 1978: I Need Your Sweet Sweet Loving
- 1978: Feelings In The Air / We Like Musik
- 1978: Cry Out
- 1979: Disco Dancin' And Romancin'
- 1983: Only A Dream / Juanita[8]

### Teledyski
- 1971: Untitled

## Filmografia

### Seriale
- 1972: Butler Parker jako Betty Dorland (odc. 2)
- 1978: MS Franziska (odc. 3)

### Filmy TV
- 1976: Tango - Tango